# ジェシカ・シルバ
ジェシカ・リサンドラ・マンジェンジェ・ノゲイラ・シルバ（ポルトガル語: Jéssica Lisandra Manjenje Nogueira Silva、1994年12月11日）は、ポルトガルの女子サッカー選手。ポジションはFW（CF）。SLベンフィカ所属。ポルトガル代表。

## 経歴
2004年のフェレイレンセ・レクリエーション・ユニオンでキャリアがスタートした。アルベルガリアの後、2014年12月から半年間、リンシェーピングFCでプレーした。オリンピック・リヨン所属時には、ポルトガルの女子選手として初めてチャンピオンズリーグで優勝した。2019年にカンザスシティ・カレントへ移籍。2022年にSLベンフィカへ移籍。

### 代表
代表としては、U-19を含め118回出場している。2022のUEFA欧州女子選手権のスイス戦ではチーム2点目となるゴールを決めた。

## タイトル

### ベンフィカ
- 国際女性選手権（英語版）：2021-22（英語版）
- ポルトガルスーパーカップ：2022

### リンシェーピング
- スヴェンスカ・クッペン：2014、2015